# Паметник на загиналите във войните (Раковски)
Паметник на загиналите във войните за национално обединение на България от град Раковски е военен паметник в квартал „Нов център“ в град Раковски. Открит е на 21 юни 2018 г. в чест на 230 войници, подофицери и офицери от населените места, формирали град Раковски, участвали и загинали в Балканската, Междусъюзническата, Първата и Втората световна война.

## История
Паметникът е изграден с помощта на Общинската организация на Съюза на офицерите и сержантите от запаса и резерва и Общинската структура на Съюза на ветераните от войните в града, под ръководството на Инициативен комитет с председател подполковник от запаса Стефан Марушкин и секретар сержант от запаса Любомир Стрехин.
Изграждането на паметника започва на 1 септември 2016 г. във връзка с честването на 100 години от участието на България в Първата световна война. Скулптурната композиция е подобна на литографията на Георги Данчов „Свободна България“. Тя е дело на скулптора Атанас Москов. Жената е символ на Свободна България, знамето символизира българската войска, а лъвът е символ на храбростта на българските войни. На постамента на паметника са изписани имената на всички 230 офицери и войници, които са загинали във войните за освобождение и обединение на България.
Паметникът е открит на 21 юни 2018 г. На същата дата през 1913 г. по време на Междусъюзническата война, Втора тракийска дивизия побеждава сръбската Тимошка дивизия при Криволак, Македония. Паметникът е осветен от свещеници от местните католически енории. Основата на паметника е дело на бригадата на сержант от запаса Петър Доев, а каменарят Стоян Миндалов е облицовал постамента с гранит. Строителните инженери Емил Марушкин и Петър Говедаров ръководят реализацията на цялостния проект.
След изграждането на паметника, около него започват да се засаждат фиданки от дъб, с което се поставя началото на формиране на „Гора на мъртвите герои“. Инициативният комитет има амбицията да бъдат засадени 230 дървета. Постепенно инфраструктурата около паметника прераства в „Мемориален комплекс на загиналите във войните от град Раковски и от цялата страна“. Комплексът е официално открит на 22 септември 2020 г. с полагане на пръст, донесена от бойните полета на българските войни и поставена в артилерийски гилзи. Гилзите са положени на три рафта на специално изработена за това ниша. Нишата има формата на постамента на паметника. На единия от рафтовете са поставени гилзите с пръстта от местата, където са загинали военните от града по време на двете Балкански войни, на втория и третия рафт са гилзите, свързани с Първата и Втора световни войни. Нишата е облепена като паметника с черен полиран гранит, като на нея има надпис: „Пръст от полетата на бойната слава“.